# Goudenregenmot
De goudenregenmot (Leucoptera laburnella) is een vlinder uit de familie sneeuwmotten (Lyonetiidae). De wetenschappelijke naam is voor het eerst geldig gepubliceerd in 1851 door Stainton.
De soort komt voor in Europa.